# Sinojohnstonia plantaginea
Sinojohnstonia plantaginea là loài thực vật có hoa trong họ Mồ hôi. Loài này được Hu miêu tả khoa học đầu tiên năm 1936.